# مناورات نسيم الريح
مناورات نسيم الريح أو (بالإنجليزية: Air Breeze Maneuvers)‏ هي مناورات عسكرية مشتركة تقام بين كل من أوكرانيا وحلف شمال الأطلسي.